# Litschbach (Lauter)
Der Litschbach ist ein 5,3 Kilometer langer Bach, der sowohl in Frankreich als auch in Deutschland verläuft. Er entspringt in den Vogesen und fließt durch den Pfälzerwald und mündet als rechter Zufluss in die Lauter.

## Name
Der Bach wurde 1348 als Lützbach erstmals schriftlich erwähnt. Das Bestimmungswort des Namens leitet sich vom mittelhochdeutschen Wort lützel „klein“ ab.

## Geographie

### Verlauf
Der Litschbach entspringt in Frankreich innerhalb der Waldgemarkung der Gemeinde Wingen auf Höhe des Maison Forestière du Litschhof und fließt zunächst in die nördliche Richtung. Nach rund zwei Kilometern überschreitet er zwischen dem Schlossberg im Westen und dem Kappelstein im Osten die Grenze zwischen Deutschland und Frankreich und fließt verrohrt durch das Siedlungsgebiet der Ortsgemeinde Nothweiler.
Am nördlichen Siedlungsrand kommt er wieder zum Vorschein und fließt fortan entlang der Südflanke des Mäuerle und anschließend am Nordwestfuß des Großen Humbergs. In diesem Bereich wechselt er auf die Waldgemarkung von Bundenthal. Rund einen Kilometer westlich des Siedlungsgebiets von Niederschlettenbach mündet er schließlich von rechts in die Lauter.

### Einzugsgebiet
Das 4,47 km² große Einzugsgebiet des Litschbachs liegt im Dahner Felsenland und wird durch ihn über die Lauter und den Rhein zur Nordsee entwässert.
Es grenzt
- im Südwesten an das Einzugsgebiet des Eulenbachs und an das des Woogbachs, die beide in die Wieslauter münden;
- im Süden  an das des Dentelbachs, der über die Sauer in den Rhein entwässert;
- im Südwesten an das der der Sauer direkt;
- im Nordwesten an das des Rumbach, der ebenfalls in die Wieslauter mündet und
- im Norden das Einzugsgebiet des Bachs aus der Dennenhalde, der ein weiterer Zufluss der Wieslauter ist.

### Zuflüsse
- Forstbach (rechts), 0,3 km, 0,71 km²

## Verkehr
Von Nothweiler bis Niederschlettenbach folgt die Kreisstraße 46 dem Lauf des Litschbachs.